# Mactrinula striatula
Mactrinula striatula is een tweekleppigensoort uit de familie Mactridae. De wetenschappelijke naam werd gepubliceerd in 1767 door Carl Linnaeus.